# Seli (Rapla)
Seli – wieś w Estonii, prowincji Rapla, w gminie Rapla.